# Rønninge-stenen
Rønninge-stenen er en runesten, fundet i Rønninge på Fyn i 1627. Skonvig fandt stenen i Rønninge "wdi en steen bro", hvortil den iflg. traditionen skulle være flyttet fra en "steenhoÿ". Senere forsvandt den, men genfandtes i 1852 i Kerteminde under nedrivningen af et hus, i hvis grund den var blevet indlagt. Den blev atter benyttet som grundsten i en anden bygning, hvorfra den imidlertid blev udtaget og anbragt på den gamle kirkegård. Nu står den i Rønninge Kirkes våbenhus.

## Indskrift
| Translitteration | suti : sati : stain : þansi : aft ailaif : bruþur : sin : sun : ąskaus rauþum : skialta |
| Transskription   | Sōti satti stæin þannsi æft Æilæif, brōður sinn, sun Āsgauts Rauðumskialda.             |
| Oversættelse     | Sote satte denne sten efter Elev, sin broder, søn af Asgot med det røde skjold.         |

Indskriften er ordnet i bustrofedon begyndende nedefra venstre hjørne. Stenen er rejst af Sote, som har ristet Glavendrupstenen og Tryggevældestenen.